# غويلرمو فرانكو
غويلرمو فرانكو هو سياسي إكوادوري، ولد في 8 فبراير 1811 في غواياكيل في الإكوادور، وتوفي في 1 مارس 1873 في كاياو في بيرو.